# توني روتشا
توني روتشا (بالإنجليزية: Tony Rocha) (21 أغسطس 1993 في الولايات المتحدة - ) هو لاعب كرة قدم أمريكي في مركز الوسط. لعب مع Orlando City B ‏ وAustin Aztex ‏ وTulsa Athletic ‏.

## وصلات خارجية
- توني روتشا على موقع الدوري الأمريكي (الإنجليزية)
- توني روتشا على موقع قاعدة بيانات كرة القدم.إي يو (الإنجليزية)
- توني روتشا على موقع ناشيونال فوتبول تيمز (الإنجليزية)
- توني روتشا على موقع Soccerbase.com (لاعب) (الإنجليزية)
- توني روتشا على موقع Soccerway.com (الإنجليزية)
- توني روتشا على موقع عالم كرة القدم.نت (الإنجليزية)